# Dragon’s Prophet
Dragon’s Prophet — компьютерная игра в жанре массовой многопользовательской ролевой игры, разработана компанией Runewaker Entertainment. После прохождения стадии бета-тестирования игра была официально запущена 18 сентября 2013 года в Европе и 23 сентября в Северной Америке. В России открытое бета-тестирование игры началось 5 февраля 2015 года на платформе Фогейм. Клиент Dragon’s Prophet бесплатен, ежемесячная подписка отсутствует, монетизируется проект с помощью микротранзакций. Главной особенностью проекта разработчики считают возможность приручать и использовать в бою драконов — в игре их более 300 видов. 18 февраля 2016 года стало известно о закрытии проекта в России и странах СНГ. Закрытие назначено на 3 марта 2016 года.
12 мая 2020 года появилась новость о том, что Dragon’s Prophet и Savage Hunt закрываются в Европе с 29 мая 2020 года.

## Описание игры
Действие Dragon’s Prophet разворачивается в фэнтезийном мире Ауратия. Он содержит множество типичных для жанра атрибутов: обитатели Ауратии могут пользоваться магией и призывать силы почитаемых богов, в лесах и подземельях обитают чудовища, а божественное вмешательство в дела смертных довольно высоко.
Игроки, выполняя квесты и охотясь на монстров постепенно прогрессируют, повышая характеристики своих персонажей и овладевают новыми боевыми умениями. Со временем им также открывается доступ к более продвинутому контенту: походы в подземелья, рейды на боссов, участие в массовых PvP-сражениях, в том числе и за контроль над крепостями в так называемых «приграничных зонах».
Боевая система в Dragon’s Prophet — динамическая. Система комбо-атак привязана к мышке, а для того чтоб произвести атаку не нужно выбирать каждую конкретную цель.
Купив себе дом, игрок может обустроить его предметами найденными в игровом мире, изготовленными собственноручно или же купленными у других игроков. Персонажи также могут приручать более 300 видов драконов — сухопутных, летающих, ползающих и даже подводных — чтоб использовать их в бою, как ездовых животных или же как спутников-компаньонов. Прирученные драконы «прокачиваются» в ходе игры.
Для персонажей достигших высоких уровней доступна PvP-песочница называемая «Frontier System». Это карта с парящими в воздухе островами, на которой альянсы гильдий игроков могут сражаться друг с другом за контроль над крепостями и прилегающими к ним территориями. Когда альянс захватывает крепость, один игрок выбирается командиром этой крепости и получает возможность планировать её защиту, устанавливать налоги в окрестностях, «спавнить» уникальных NPC и организовывать квесты, вознаграждая других игроков специальными токенами за их выполнение. Но в любое время игроки другого альянса могут попытаться захватить крепость, расположенную на фронтире.

### Классы
В Dragon’s Prophet игрокам доступны 4 класса: Страж, Следопыт, Оракул и Теург.
Страж. Облаченные в тяжелую броню, стражи — бойцы ближнего боя, владеющие одноручным или двуручным оружием. В дополнение, у стражей есть возможность использовать щиты.
Следопыт. Следопыты — адепты дальнего боя, превосходно владеющие луком.
Оракул. Вооруженные боевыми косами, Оракулы в равной мере полагаются как на свои боевые навыки, так и на магию защиты и восстановления здоровья.
Теург. Персонажи этого класса обучены поистине разрушительными атакующими заклинаниями. Волшебники носят только самую легкую одежду.

## Разработка и развитие
Dragon’s Prophet была разработана компанией Runewaker Entertainment, создателями MMORPG Runes of Magic.
3 марта 2016 года российские сервера Dragon’s Prophet были закрыты.